# Brigade de cavalerie de Volhynie

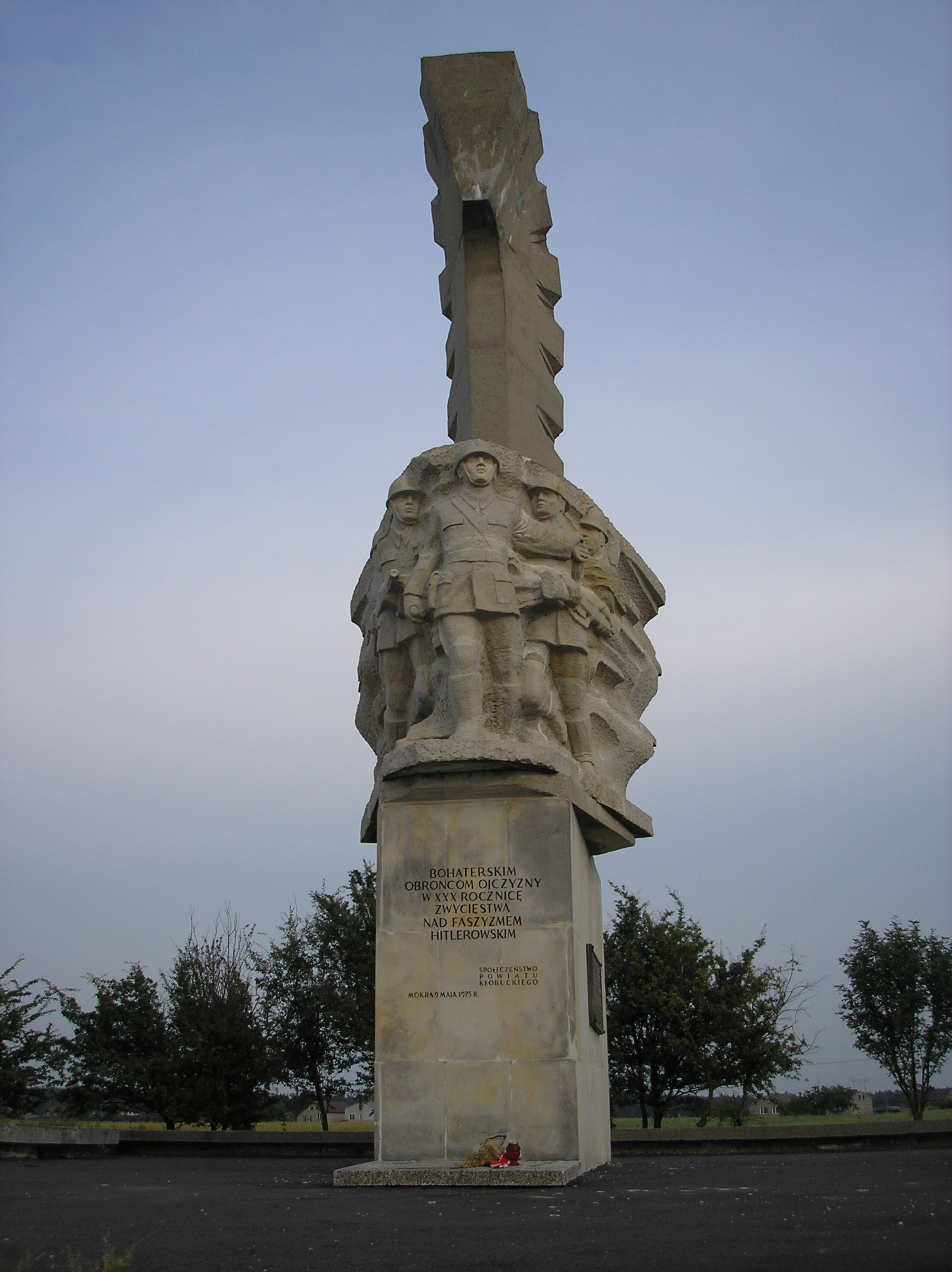
Monument édifié en l'honneur de la Brigade de Cavalerie de Volhynie à Mokra

La Brigade de Cavalerie de Volhynie (polonais: Wołyńska Brygada Kawalerii) est une brigade de cavalerie polonaise, qui a lutté contre l'invasion  allemande de la Pologne pendant la Seconde Guerre mondiale. Commandée par le colonel Julian Filipowicz, et composée de nouvelles recrues, elle s'est battue vaillamment près de Łódź. Après plusieurs contre-attaques désespérées, la brigade subira de lourdes pertes.

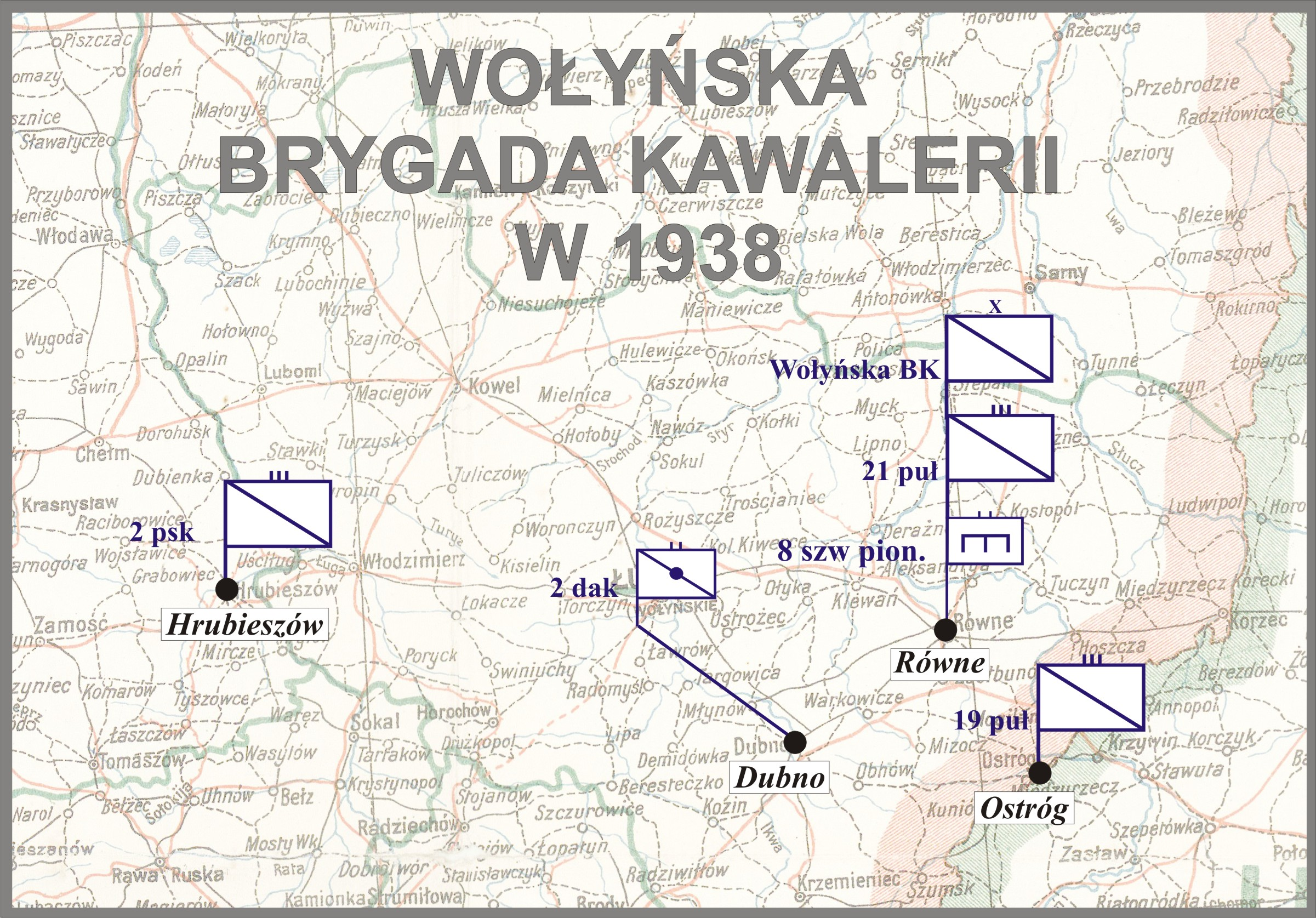
Wołyńska BK w 1938

## Composition de la brigade le1erseptembre 1939

### Commandement
- Commandant de Brigade - Julian Filipowicz
- Major - Wilhelm Lewicki
- Stanislaw Koszutski
- Quartier général - Commandant Kajetan Jaroszewski

### Régiments
- 12e régiment de Uhlans de Podolie (12. pułk ułanów podolskich) - commandant Andrzej Kuczek
- 19e régiment de Uhlans de Volhynie : Général Edmund Różycki  (19. pułk ułanów wołyńskich im. gen. Edmunda Różyckiego) - commandant Józef Pętkowski
- 21e régiment de Uhlans de Vistule (21. pułk ułanów nadwiślańskich) - commandant Kazimierz Rostwo de Suski
- 2e régiment  Monté Rifle (2. pulk strzelców konnych) - lieutenant-colonel Joseph Mularczyk

### Bataillons
- 11e bataillon strzelców -  lieutenant-colonel commandant Władysław Warchol
- 2e bataillon d'artillerie à cheval : Général Józef Sowiński  - commandant le lieutenant-colonel Jan Olimpiusz Kamiński
- 21e unité de blindés -  commandant Major Stanisław Glinski
- batterie d'artillerie de przeciwlotniczej motor no 82 - commandant Joseph Jahołkowski

### Escadrons
- 4e escadron cyclistes - commandant Stefan Suchodolski
- 8e escadron  - commandant de la RTM. Władysław Bajkowski
- 4e escadron de communication - commandant  Kisluk John
- plutonium samodzielny mitrailleuses n ° 4 - commandant. rez Kazimierz Kamler
- plutonium konny gendarmerie n ° 4 - commandant. MA Mieczysław Halardziński
- Courrier Polowa n ° 28
- Tribunal Polowy n ° 40 - Chef  Major Joseph Hoszowski
- Armement Drużyna  Parkowa n ° 241
- Parc Intententury n ° 241
- Plutonium Konny sanitaire n ° 86 - commandant  Eupacher
- Colonne de cavalerie Taborowa no 241
- Colonne de cavalerie Taborowa no 242
- Colonne de cavalerie Taborowa no 243
- Colonne de cavalerie Taborowa no 244
- Colonne de cavalerie Taborowa no 245
- Colonne de cavalerie Taborowa no 246 - Waclaw Bielawski
- Atelier Taborowy n ° 241 - commandant. Eugene rez Gozda